# Lucie Dorel
 (mai 2025).
Lucie Dorel, ou Cécile Dorel, morte après 1203, est dame de Boutron, dans le comté de Tripoli. Elle est la fille unique de Guillaume Dorel, seigneur de Boutron, et de son épouse Étiennette de Milly
Son père meurt en 1174 et elle hérite ainsi de la seigneurie de Boutron. Son suzerain, le comte de Tripoli Raymond III s'occupe alors de la marier à quelqu'un d'assez puissant pour tenir ce fief de jure uxoris. Il envisage tout d'abord de la marier à un chevalier flamand du nom de Gérard de Ridefort et de l'investir ainsi de la seigneurie, mais un riche marchand de Pise prénommé Plivain offre la somme de 10 000 solidus pour pouvoir épouser la jeune fille, ce qui est finalement accepté (cette histoire est parfois exagérée en indiquant que la jeune femme aurait été échangée contre son poids en or). Resté célibataire Gérard de Ridefort rejoindra ensuite les chevaliers du Temple, dont il deviendra le grand-maître en 1184, et gardera un profond ressentiment contre le comte.
De ce mariage nait une fille unique :
- Isabelle de Boutron, qui épouse Bohémond d'Antioche et qui hérite de la seigneurie de Boutron.

Lucie meurt en mars 1203 et sa fille, accompagnée de son gendre, lui succède.